# Rudolf Ryndak
Rudolf Ryndak (ur. 21 czerwca 1896, zm. 1940 w Kijowie) – starszy posterunkowy Policji Państwowej, ofiara zbrodni katyńskiej.

## Życiorys
Syn Piotra. Pełnił funkcję starszego posterunkowego Policji Państwowej w Sanoku.
Po wybuchu II wojny światowej i agresji ZSRR na Polskę na terenach wschodnich II Rzeczypospolitej został aresztowany przez Sowietów. Jest wymieniony na liście wywózkowej 56 / 1-15 oznaczony numerem 2482. W 1940 został zamordowany w więzieniu NKWD w Kijowie przy ul. Karolenkiwskiej 17.
Jego nazwisko znajduje się na tzw. Ukraińskiej Liście Katyńskiej opublikowanej w 1994. Został pochowany na otwartym w 2012 Polskim Cmentarzu Wojennym w Kijowie-Bykowni.

## Upamiętnienie

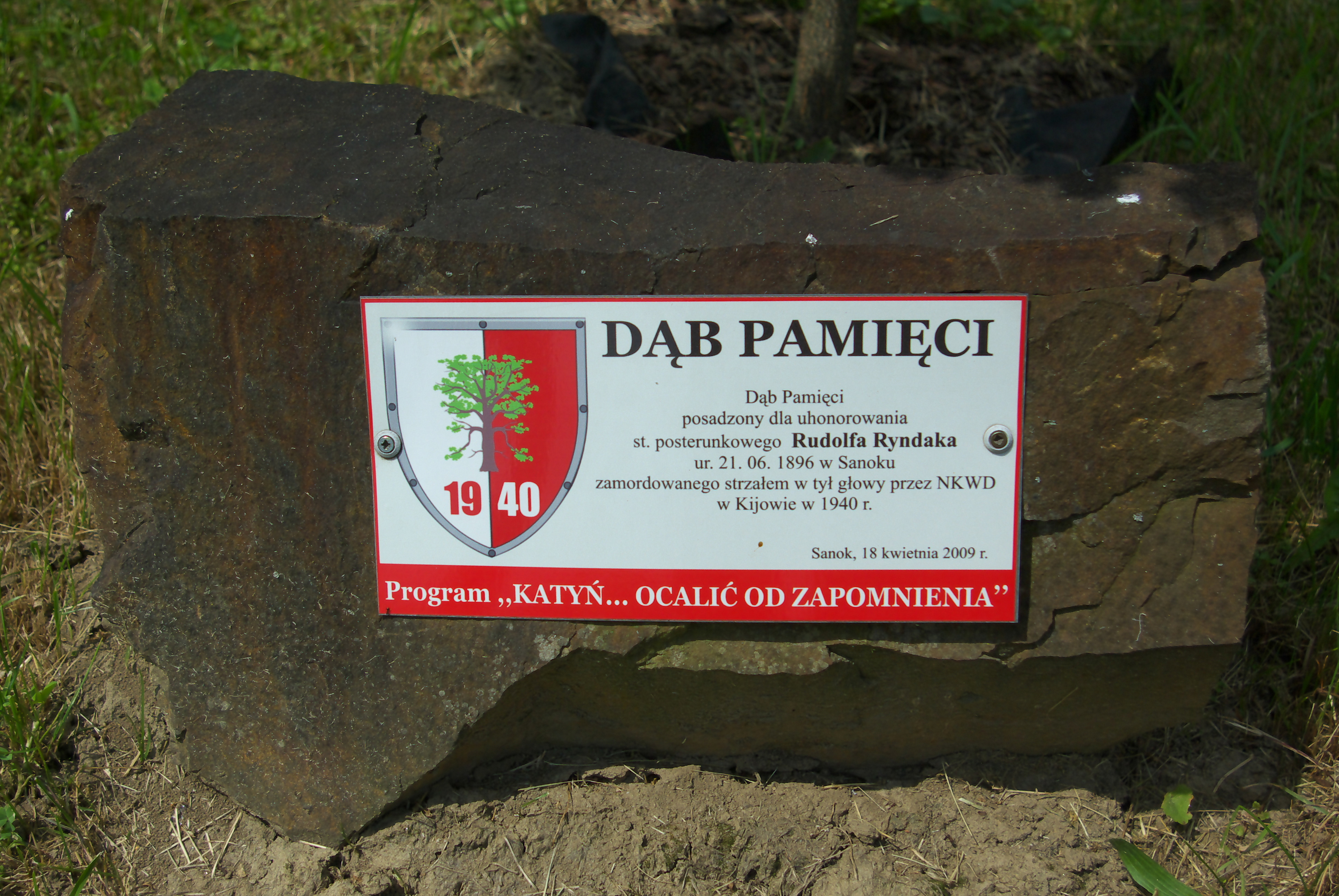
Kamień przy Dębie Pamięci honorującym Rudolfa Ryndaka w Sanoku

18 kwietnia 2009, w ramach akcji „Katyń... pamiętamy” / „Katyń... Ocalić od zapomnienia”, w tzw. Alei Katyńskiej na Cmentarzu Centralnym w Sanoku zostało zasadzonych 21 Dębów Pamięci, w tym upamiętniający Rudolfa Ryndaka (zasadzenia dokonał Edward Ząbek, Komendant Powiatowy Policji w Sanoku).